# Говардити
Говардити — група кам'яних метеоритів типу ахондритів, які походять з поверхні астероїда 4 Веста. Разом з діогенітами та евкритами об'єднується в клан HED-метеоритів (англ. howardite-eucrite-diogenite). Відомо близько 200 окремих членів.

## Характеристики
Говардити є реголітовою брекчією, що складається здебільшого з уламків евкриту та діогеніту, хоча також можуть зустрічатися вуглецеві хондри та ударний розплав. Така гірська порода утворилася з викиду, який пізніше був засипаний через пізніші удари та літифікований через тиск верхніх шарів. Такі реголітові брекчії не зустрічаються на Землі через відсутність реголіту на тілах, що мають атмосферу.

## Назва
Говардити названі на честь Едварда Говарда, піонера метеоритики. Границя між говардитами та поліміктовими евкритами умовно обрана на співвідношенні 9:1 між вмістом евкриту та діогеніту.